# Jethro Tull/Diskografie
Diese Diskografie ist eine Übersicht über die musikalischen Werke der britischen Rockband Jethro Tull. Diese enthält ausschließlich legale Veröffentlichungen, also keine Bootlegs. CDs, die gegenüber einer gleichnamigen DVD kein zusätzliches Material enthalten und so für einen vollständigen Bestand der autorisiert veröffentlichten Musik entbehrlich wären, sind gelistet, aber entsprechend gekennzeichnet.
Die Studioalben sind bis einschließlich Roots to Branches (1995) als überarbeitete CDs erhältlich, die im Vergleich zu früheren Veröffentlichungen meist Bonustitel enthalten.

## Alben

### Studioalben
| Jahr | Titel                                       | Höchstplatzierung, Gesamtwochen, AuszeichnungChartplatzierungen (Jahr, Titel, Platzierungen, Wochen, Auszeichnungen, Anmerkungen) | Höchstplatzierung, Gesamtwochen, AuszeichnungChartplatzierungen (Jahr, Titel, Platzierungen, Wochen, Auszeichnungen, Anmerkungen) | Höchstplatzierung, Gesamtwochen, AuszeichnungChartplatzierungen (Jahr, Titel, Platzierungen, Wochen, Auszeichnungen, Anmerkungen) | Höchstplatzierung, Gesamtwochen, AuszeichnungChartplatzierungen (Jahr, Titel, Platzierungen, Wochen, Auszeichnungen, Anmerkungen) | Höchstplatzierung, Gesamtwochen, AuszeichnungChartplatzierungen (Jahr, Titel, Platzierungen, Wochen, Auszeichnungen, Anmerkungen) | Anmerkungen |
| Jahr | Titel                                       | DE | AT | CH | UK | US | Anmerkungen |
| ---- | ------------------------------------------- | --- | --- | --- | --- | --- | --- |
| 1968 | This Was                                    | DE28 (1 Wo.)DE | — | — | UK10 (17 Wo.)UK | US62 (17 Wo.)US | Erstveröffentlichung: 25. Oktober 1968 in DE 2018 in der 50th Anniversary Edition in den Charts                                                                  |
| 1969 | Stand Up                                    | DE5 (36 Wo.)DE | — | — | UK1 Silber · (29 Wo.)UK | US20 Gold · (40 Wo.)US | Erstveröffentlichung: 25. Juli 1969 |
| 1970 | Benefit                                     | DE5 (9 Wo.)DE | AT30 (1 Wo.)AT | CH23 (1 Wo.)CH | UK3 (14 Wo.)UK | US11 Gold · (41 Wo.)US | Erstveröffentlichung: 20. April 1970 in AT und CH Erst- und in DE Wiedereinstieg 2021 in der 50th Anniversary Edition                                            |
| 1971 | Aqualung                                    | DE5 Gold · (34 Wo.)DE | AT60 (1 Wo.)AT | — | UK4 Gold · (23 Wo.)UK | US7 ×3Dreifachplatin · (76 Wo.)US                                                                                                 | Erstveröffentlichung: 19. März 1971 Platz 337 der Rolling-Stone-500 1996 als 25th Anniversary Edition und 2011 als 40th Anniversary Edition wiederveröffentlicht |
| 1972 | Thick as a Brick                            | DE2 (27 Wo.)DE | — | CH70 (1 Wo.)CH | UK5 (14 Wo.)UK | US1 Gold · (46 Wo.)US | Erstveröffentlichung: 3. Februar 1972 in CH 2022 in der 50th Anniversary Edition erstmals in den Charts                                                          |
| 1973 | A Passion Play                              | DE5 (21 Wo.)DE | AT4 (16 Wo.)AT | — | UK16 Silber · (7 Wo.)UK | US1 Gold · (32 Wo.)US | Erstveröffentlichung: 13. Juli 1973 |
| 1974 | War Child                                   | DE27 (12 Wo.)DE | — | — | UK14 (4 Wo.)UK | US2 Gold · (31 Wo.)US | Erstveröffentlichung: 14. Oktober 1974 |
| 1975 | Minstrel in the Gallery                     | DE30 (12 Wo.)DE | AT7 (4 Wo.)AT | — | UK20 Silber · (6 Wo.)UK | US7 Gold · (14 Wo.)US | Erstveröffentlichung: 5. September 1975 Wiederveröffentlichung 2015                                                                                              |
| 1976 | Too Old to Rock ’n’ Roll: Too Young to Die! | DE26 (16 Wo.)DE | AT10 (4 Wo.)AT | — | UK25 (10 Wo.)UK | US14 (21 Wo.)US | Erstveröffentlichung: 23. April 1976 |
| 1977 | Songs from the Wood                         | DE10 (7 Wo.)DE | AT23 (8 Wo.)AT | CH45 (1 Wo.)CH | UK13 Silber · (12 Wo.)UK | US8 Gold · (22 Wo.)US | Erstveröffentlichung: 11. Februar 1977 |
| 1978 | Heavy Horses                                | DE4 (16 Wo.)DE | AT18 (17 Wo.)AT | CH30 (1 Wo.)CH | UK20 Silber · (11 Wo.)UK | US19 Gold · (17 Wo.)US | Erstveröffentlichung: 10. April 1978 |
| 1979 | Stormwatch                                  | DE8 (10 Wo.)DE | AT46 (1 Wo.)AT | CH42 (1 Wo.)CH | UK27 (4 Wo.)UK | US22 Gold · (17 Wo.)US | Erstveröffentlichung: 14. September 1979 |
| 1980 | A                                           | DE11 (15 Wo.)DE | AT10 (8 Wo.)AT | CH18 (1 Wo.)CH | UK25 (6 Wo.)UK | US30 (12 Wo.)US | Erstveröffentlichung: 29. August 1980 |
| 1982 | The Broadsword and the Beast                | DE4 (32 Wo.)DE | AT18 (4 Wo.)AT | CH15 (1 Wo.)CH | UK27 Silber · (20 Wo.)UK | US19 (12 Wo.)US | Erstveröffentlichung: 9. April 1982 |
| 1984 | Under Wraps                                 | DE15 (10 Wo.)DE | — | CH9 (7 Wo.)CH | UK18 (5 Wo.)UK | US76 (12 Wo.)US | Erstveröffentlichung: 7. September 1984 |
| 1987 | Crest of a Knave                            | DE10 (16 Wo.)DE | AT19 (4 Wo.)AT | CH7 (9 Wo.)CH | UK19 Gold · (10 Wo.)UK | US32 Gold · (28 Wo.)US | Erstveröffentlichung: 11. September 1987 Grammy (Hard-Rock-Album)                                                                                                |
| 1989 | Rock Island                                 | DE5 (15 Wo.)DE | AT20 (2 Wo.)AT | CH7 (9 Wo.)CH | UK18 Silber · (6 Wo.)UK | US56 (18 Wo.)US | Erstveröffentlichung: 21. August 1989 |
| 1991 | Catfish Rising                              | DE21 (12 Wo.)DE | AT36 (5 Wo.)AT | CH12 (7 Wo.)CH | UK27 (3 Wo.)UK | US88 (5 Wo.)US | Erstveröffentlichung: 10. September 1991 |
| 1995 | Roots to Branches                           | DE55 (7 Wo.)DE | — | CH25 (5 Wo.)CH | UK20 (4 Wo.)UK | US114 (1 Wo.)US | Erstveröffentlichung: 4. September 1995 |
| 1999 | J-Tull Dot Com                              | DE15 (5 Wo.)DE | — | CH50 (1 Wo.)CH | UK44 (2 Wo.)UK | US161 (1 Wo.)US | Erstveröffentlichung: 23. August 1999 |
| 2022 | The Zealot Gene                             | DE4 (7 Wo.)DE | AT5 (5 Wo.)AT | CH3 (5 Wo.)CH | UK9 (1 Wo.)UK | — | Erstveröffentlichung: 28. Januar 2022 |
| 2023 | RökFlöte                                    | DE4 (4 Wo.)DE | AT4 (2 Wo.)AT | CH3 (3 Wo.)CH | UK17 (1 Wo.)UK | — | Erstveröffentlichung: 21. April 2023 |
| 2025 | Curious Ruminant                            | DE2 (3 Wo.)DE | AT4 (3 Wo.)AT | CH5 (3 Wo.)CH | UK25 (1 Wo.)UK | — | Erstveröffentlichung: 7. März 2025 |

grau schraffiert: keine Chartdaten aus diesem Jahr verfügbar

### Livealben
| Jahr | Titel                                                         | Höchstplatzierung, Gesamtwochen, AuszeichnungChartplatzierungen (Jahr, Titel, Platzierungen, Wochen, Auszeichnungen, Anmerkungen) | Höchstplatzierung, Gesamtwochen, AuszeichnungChartplatzierungen (Jahr, Titel, Platzierungen, Wochen, Auszeichnungen, Anmerkungen) | Höchstplatzierung, Gesamtwochen, AuszeichnungChartplatzierungen (Jahr, Titel, Platzierungen, Wochen, Auszeichnungen, Anmerkungen) | Höchstplatzierung, Gesamtwochen, AuszeichnungChartplatzierungen (Jahr, Titel, Platzierungen, Wochen, Auszeichnungen, Anmerkungen) | Höchstplatzierung, Gesamtwochen, AuszeichnungChartplatzierungen (Jahr, Titel, Platzierungen, Wochen, Auszeichnungen, Anmerkungen) | Anmerkungen |
| Jahr | Titel                                                         | DE | AT | CH | UK | US | Anmerkungen |
| ---- | ------------------------------------------------------------- | --- | --- | --- | --- | --- | --- |
| 1978 | Jethro Tull Live – Bursting Out                               | DE7 (14 Wo.)DE | AT16 (8 Wo.)AT | CH12 (1 Wo.)CH | UK17 Silber · (8 Wo.)UK | US21 Gold · (15 Wo.)US | Erstveröffentlichung: 22. September 1978 Wiederveröffentlichung: 21. Juni 2024 (The Inflated Edition) Doppel-Livealbum Charteintritt in CH und Höchstplatzierung in DE erst 2024                                      |
| 1992 | A Little Light Music                                          | — | — | CH22 (6 Wo.)CH | UK34 (2 Wo.)UK | US150 (2 Wo.)US | Erstveröffentlichung: 14. September 1992 |
| 2002 | Living with the Past (live)                                   | DE75 (3 Wo.)DE | — | — | — | — | Erstveröffentlichung: 30. April 2002 andere Titelliste als gleichnamige DVD nicht zu verwechseln mit Kompilation Living in the Past 1972                                                                              |
| 2005 | Aqualung Live                                                 | DE78 (1 Wo.)DE | — | — | — | — | Erstveröffentlichung: 19. September 2005 Live-Darbietung des kompletten Aqualung-Albums im Rahmen der Sendung „Then Again Live“ des Radiosenders XM, in der bekannte Bands klassische Studioalben live neu einspielen |
| 2007 | Live at Montreux 2003                                         | DE38 (3 Wo.)DE | — | — | — | — | Erstveröffentlichung: 17. August 2007 auch als DVD mit identischer Titelliste |
| 2013 | Around the World Live [DVD]                                   | DE66 (1 Wo.)DE | — | — | — | — | |
| 2014 | The Château d’Herouville Sessions 1972                        | DE74 (1 Wo.)DE | — | — | — | — | Erstveröffentlichung: 27. Juni 2014 Charteinstieg in DE nach Wiederveröffentlichung 2024 |
| 2015 | Minstrel in the Gallery – 40th Anniversary: La Grande Édition | DE14 (5 Wo.)DE | AT67 (1 Wo.)AT | — | UK59 (1 Wo.)UK | — | Erstveröffentlichung: 5. Mai 2015 Album von 1975 im „New Steven Wilson Stereo Remix“ inklusive Bonus-CD „Live at The Palais Des Sports, Paris, July 5, 1975 (A Jakko Jakszyk Stereo Mix)“                             |
| 2025 | Live from Baloise Session                                     | DE97 (1 Wo.)DE | — | CH77 (1 Wo.)CH | — | — | Erstveröffentlichung: 13. Juni 2025 |

grau schraffiert: keine Chartdaten aus diesem Jahr verfügbar
Weitere Livealben
- 1990: Live at Hammersmith ’84
- 2004: Nothing Is Easy: Live At The Isle Of Wight 1970 (andere Titelliste als die gleichnamige DVD)
- 2009: Live at Madison Square Garden 1978 (kürzer als die gleichnamige DVD)
- 2015: Live at Carnegie Hall 1970

### Kompilationen
| Jahr | Titel                                                                       | Höchstplatzierung, Gesamtwochen, AuszeichnungChartplatzierungen (Jahr, Titel, Platzierungen, Wochen, Auszeichnungen, Anmerkungen) | Höchstplatzierung, Gesamtwochen, AuszeichnungChartplatzierungen (Jahr, Titel, Platzierungen, Wochen, Auszeichnungen, Anmerkungen) | Höchstplatzierung, Gesamtwochen, AuszeichnungChartplatzierungen (Jahr, Titel, Platzierungen, Wochen, Auszeichnungen, Anmerkungen) | Höchstplatzierung, Gesamtwochen, AuszeichnungChartplatzierungen (Jahr, Titel, Platzierungen, Wochen, Auszeichnungen, Anmerkungen) | Höchstplatzierung, Gesamtwochen, AuszeichnungChartplatzierungen (Jahr, Titel, Platzierungen, Wochen, Auszeichnungen, Anmerkungen) | Anmerkungen |
| Jahr | Titel                                                                       | DE | AT | CH | UK | US | Anmerkungen |
| ---- | --------------------------------------------------------------------------- | --- | --- | --- | --- | --- | --- |
| 1972 | Living in the Past                                                          | DE8 (24 Wo.)DE | — | — | UK8 Silber · (11 Wo.)UK | US3 Gold · (31 Wo.)US | Erstveröffentlichung: 23. Juni 1972 Doppelalbum |
| 1976 | M. U. – The Best of Jethro Tull auch bekannt als: The Essential Jethro Tull | DE— GoldDE | — | — | UK44 Gold · (5 Wo.)UK | US13 Platin · (23 Wo.)US | Erstveröffentlichung: 9. Januar 1976 M. U. steht für Musicers Union |
| 1977 | Repeat – The Best of Jethro Tull, Vol. II                                   | — | — | — | — | US94 (6 Wo.)US | Erstveröffentlichung: 9. September 1977 |
| 1985 | Original Masters                                                            | — | — | — | UK63 Silber · (3 Wo.)UK | US— PlatinUS | Erstveröffentlichung: 13. November 1985 |
| 1988 | 20 Years of Jethro Tull                                                     | — | — | — | UK78 (1 Wo.)UK | US97 (15 Wo.)US | Erstveröffentlichung: 27. Juni 1988 3-CD- bzw. 5-LP-Box-Set. Enthält Live-Aufnahmen aus dem Zeitraum von 1977 bis 1987, exklusive BBC-Aufnahmen, exklusives Studiomaterial und einen Remix von Moths |
| 2001 | The Very Best Of                                                            | DE65 (8 Wo.)DE | — | CH99 (1 Wo.)CH | UK— GoldUK | — | Erstveröffentlichung: 14. Mai 2001 |
| 2017 | 1984 Revisited                                                              | — | — | — | UK56 (1 Wo.)UK | — | |
| 2018 | 50th Anniversary Collection                                                 | DE48 (1 Wo.)DE | — | — | UK73 (1 Wo.)UK | — | Erstveröffentlichung: 1. Juni 2018 |

grau schraffiert: keine Chartdaten aus diesem Jahr verfügbar
Weitere Kompilationen
- 1993: Nightcap: The Unreleased Masters 1973–1991 (Doppel-CD. Die erste CD beinhaltet die weitgehend kompletten Chateau-D’Herouville-Sessions (Chateau D’Isaster Tapes), das bis dahin „verschollene Album“ von 1973. Um die Aufnahmen zu vervollständigen, spielte Ian Anderson für die zum Teil fehlenden Gesangsspuren 1993 neue Flötenspuren ein. Auf der zweiten CD finden sich weitere exklusive Studiotracks von 1974 bis 1991)
- 1993: The Best of Jethro Tull: The Anniversary Collection (2 CDs)
- 1997: A Jethro Tull Collection
- 1997: Through the Years
- 2007: The Best of Acoustic Jethro Tull
- 2018: 50 for 50

### EPs
| Jahr | Titel                        | Höchstplatzierung, Gesamtwochen, AuszeichnungChartplatzierungen (Jahr, Titel, Platzierungen, Wochen, Auszeichnungen, Anmerkungen) | Höchstplatzierung, Gesamtwochen, AuszeichnungChartplatzierungen (Jahr, Titel, Platzierungen, Wochen, Auszeichnungen, Anmerkungen) | Höchstplatzierung, Gesamtwochen, AuszeichnungChartplatzierungen (Jahr, Titel, Platzierungen, Wochen, Auszeichnungen, Anmerkungen) | Höchstplatzierung, Gesamtwochen, AuszeichnungChartplatzierungen (Jahr, Titel, Platzierungen, Wochen, Auszeichnungen, Anmerkungen) | Höchstplatzierung, Gesamtwochen, AuszeichnungChartplatzierungen (Jahr, Titel, Platzierungen, Wochen, Auszeichnungen, Anmerkungen) | Anmerkungen                             |
| Jahr | Titel                        | DE | AT | CH | UK | US | Anmerkungen                             |
| ---- | ---------------------------- | --- | --- | --- | --- | --- | --------------------------------------- |
| 1971 | Life Is a Long Song          | DE41 (2 Wo.)DE | — | — | UK11 (8 Wo.)UK | — | Erstveröffentlichung: September 1971    |
| 1976 | Ring Out, Solstice Bells     | — | — | — | UK28 (5 Wo.)UK | — | Erstveröffentlichung: 26. November 1976 |
| 2004 | The Jethro Tull Christmas EP | — | — | — | UK78 (1 Wo.)UK | — | Erstveröffentlichung: 2004              |

grau schraffiert: keine Chartdaten aus diesem Jahr verfügbar
Weitere EPs
- 1979: Home
- 2019: North Sea Oil

### Weihnachtsalben
| Jahr | Titel                           | Höchstplatzierung, Gesamtwochen, AuszeichnungChartplatzierungen (Jahr, Titel, Platzierungen, Wochen, Auszeichnungen, Anmerkungen) | Höchstplatzierung, Gesamtwochen, AuszeichnungChartplatzierungen (Jahr, Titel, Platzierungen, Wochen, Auszeichnungen, Anmerkungen) | Höchstplatzierung, Gesamtwochen, AuszeichnungChartplatzierungen (Jahr, Titel, Platzierungen, Wochen, Auszeichnungen, Anmerkungen) | Höchstplatzierung, Gesamtwochen, AuszeichnungChartplatzierungen (Jahr, Titel, Platzierungen, Wochen, Auszeichnungen, Anmerkungen) | Höchstplatzierung, Gesamtwochen, AuszeichnungChartplatzierungen (Jahr, Titel, Platzierungen, Wochen, Auszeichnungen, Anmerkungen) | Anmerkungen                              |
| Jahr | Titel                           | DE | AT | CH | UK | US | Anmerkungen                              |
| ---- | ------------------------------- | --- | --- | --- | --- | --- | ---------------------------------------- |
| 2003 | The Jethro Tull Christmas Album | DE12 (1 Wo.)DE | AT60 (1 Wo.)AT | — | UK73 (1 Wo.)UK | — | Erstveröffentlichung: 30. September 2003 |

## Singles
| Jahr | Titel Album                                                | Höchstplatzierung, Gesamtwochen, AuszeichnungChartplatzierungen (Jahr, Titel, Album, Platzierungen, Wochen, Auszeichnungen, Anmerkungen) | Höchstplatzierung, Gesamtwochen, AuszeichnungChartplatzierungen (Jahr, Titel, Album, Platzierungen, Wochen, Auszeichnungen, Anmerkungen) | Höchstplatzierung, Gesamtwochen, AuszeichnungChartplatzierungen (Jahr, Titel, Album, Platzierungen, Wochen, Auszeichnungen, Anmerkungen) | Höchstplatzierung, Gesamtwochen, AuszeichnungChartplatzierungen (Jahr, Titel, Album, Platzierungen, Wochen, Auszeichnungen, Anmerkungen) | Höchstplatzierung, Gesamtwochen, AuszeichnungChartplatzierungen (Jahr, Titel, Album, Platzierungen, Wochen, Auszeichnungen, Anmerkungen) | Anmerkungen |
| Jahr | Titel Album                                                | DE | AT | CH | UK | US | Anmerkungen |
| ---- | ---------------------------------------------------------- | --- | --- | --- | --- | --- | --- |
| 1968 | Love Story Living in the Past                              | — | — | — | UK29 (8 Wo.)UK | — | Erstveröffentlichung: 3. Dezember 1968 |
| 1969 | Living in the Past                                         | — | — | — | UK3 (14 Wo.)UK | US11 (14 Wo.)US | Erstveröffentlichung: 29. April 1969 in USA erst 1972 in den Charts                                                                                     |
| 1969 | Bourée Stand Up                                            | DE37 (2 Wo.)DE | — | — | — | — | Erstveröffentlichung: 30. September 1969 Instrumental, die Melodie stammt vom fünften Satz (Bourrée) der Suite e-Moll BWV 996 von Johann Sebastian Bach |
| 1969 | Sweet Dream Living in the Past                             | DE14 (12 Wo.)DE | AT13 (8 Wo.)AT | — | UK7 (11 Wo.)UK | — | Erstveröffentlichung: 7. Oktober 1969 B-Seite: Seventeen                                                                                                |
| 1970 | The Witch’s Promise / Teacher Living in the Past / Benefit | DE28 (4 Wo.)DE | — | — | UK4 (9 Wo.)UK | — | Erstveröffentlichung: Januar 1970 |
| 1971 | Locomotive Breath Aqualung                                 | — | — | — | — | US62 (8 Wo.)US | Erstveröffentlichung 30. März 1971 Charteinstieg US: 1976                                                                                               |
| 1971 | Hymn 43 Aqualung                                           | — | — | — | — | US91 (2 Wo.)US | Erstveröffentlichung: 30. Juni 1971 |
| 1973 | A Passion Play (Edit Nr. 8) A Passion Play                 | DE50 (1 Wo.)DE | — | — | — | US80 (5 Wo.)US | Erstveröffentlichung: Mai 1973 |
| 1974 | Bungle in the Jungle War Child                             | — | — | — | — | US79 (4 Wo.)US | Erstveröffentlichung: 14. Oktober 1974 |
| 1975 | Minstrel in the Gallery                                    | — | — | — | — | US79 (4 Wo.)US | Erstveröffentlichung: 31. August 1975 |
| 1977 | The Whistler Songs from the Wood                           | — | — | — | — | US59 (6 Wo.)US | Erstveröffentlichung: 11. Februar 1977 |
| 1984 | Lap of Luxury Under Wraps                                  | — | — | — | UK70 (4 Wo.)UK | — | Erstveröffentlichung: August 1984 |
| 1987 | Steel Monkey Crest of a Knave                              | — | — | — | UK84 (4 Wo.)UK | — | Erstveröffentlichung: 9. Oktober 1987 |
| 1987 | Said She Was a Dancer Crest of a Knave                     | — | — | — | UK55 (4 Wo.)UK | — | Erstveröffentlichung: 28. Dezember 1987 |
| 1989 | Another Christmas Song Rock Island                         | — | — | — | UK95 (2 Wo.)UK | — | Erstveröffentlichung: 4. Dezember 1989 |
| 1992 | Rocks on the Road Catfish Rising                           | — | — | — | UK47 (3 Wo.)UK | — | Erstveröffentlichung: 9. März 1992 |
| 1993 | Living in the Past (Live) A Little Light Music             | — | — | — | UK32 (3 Wo.)UK | — | Erstveröffentlichung: 1993 |

Weitere Singles
- 1968: A Song for Jeffrey
- 1970: Inside
- 1972: Thick as a Brick (Part I)
- 1975: Skating Away on the Thin Ice of the New Day
- 1976: Too Old to Rock N' Roll, Too Young to Die!
- 1978: Moths
- 1978: A Stitch in Time
- 1979: North Sea Oil
- 1980: Working John, Working Joe / Fylingdale Flyer
- 1982: Fallen on Hard Times
- 1991: Still Loving You Tonight
- 1999: Bends Like a Willow
- 2021: Shoshana Sleeping
- 2021: Sad City Sisters
- 2023: Ginnungagap
- 2023: The Navigators

## Videoalben
| Jahr | Titel                                                 | Höchstplatzierung, Gesamtwochen, AuszeichnungChartplatzierungen (Jahr, Titel, Platzierungen, Wochen, Auszeichnungen, Anmerkungen) | Höchstplatzierung, Gesamtwochen, AuszeichnungChartplatzierungen (Jahr, Titel, Platzierungen, Wochen, Auszeichnungen, Anmerkungen) | Höchstplatzierung, Gesamtwochen, AuszeichnungChartplatzierungen (Jahr, Titel, Platzierungen, Wochen, Auszeichnungen, Anmerkungen) | Höchstplatzierung, Gesamtwochen, AuszeichnungChartplatzierungen (Jahr, Titel, Platzierungen, Wochen, Auszeichnungen, Anmerkungen) | Höchstplatzierung, Gesamtwochen, AuszeichnungChartplatzierungen (Jahr, Titel, Platzierungen, Wochen, Auszeichnungen, Anmerkungen) | Anmerkungen |
| Jahr | Titel                                                 | DE | AT | CH | UK | US | Anmerkungen |
| ---- | ----------------------------------------------------- | --- | --- | --- | --- | --- | --- |
| 1994 | A New Day Yesterday – The 25th Anniversary Collection | — | — | — | UK25 (1 Wo.)UK | — | Ursprünglich als VHS-Video unter dem Titel 25th Anniversary Video veröffentlicht |
| 2002 | Living with the Past                                  | — | — | — | UK29 (6 Wo.)UK | US— GoldUS | Erstveröffentlichung: 13. Mai 2002 Andere Titelliste als die gleichnamige Live-CD |
| 2005 | Nothing Is Easy: Live at the Isle of Wight 1970       | — | — | — | UK38 (1 Wo.)UK | — | Charteinstieg in UK erst 2021 Andere Titelliste als die gleichnamige Live-CD |
| 2007 | Live at Montreux 2003                                 | — | — | — | UK8 (16 Wo.)UK | — | Erstveröffentlichung: 17. August 2007 Auch als CD mit identischer Titelliste erhältlich |
| 2008 | Jack in the Green                                     | — | — | — | UK3 (3 Wo.)UK | — | diverse Live-Clips von Auftritten in Deutschland aus dem Zeitraum von 1971 bis 1993 |
| 2009 | Live at Madison Square Garden 1978                    | — | — | — | UK9 (8 Wo.)UK | — | Mehr Material als auf der gleichnamigen Live-CD. Der gefilmte Anteil war im Oktober 1978 die erste transatlantische Übertragung eines Rockkonzerts in der Geschichte. Die nicht gefilmten Anteile sind mit Standbildern unterlegt |
| 2009 | Live at Avo Session Basel                             | — | — | — | UK36 (1 Wo.)UK | — | |

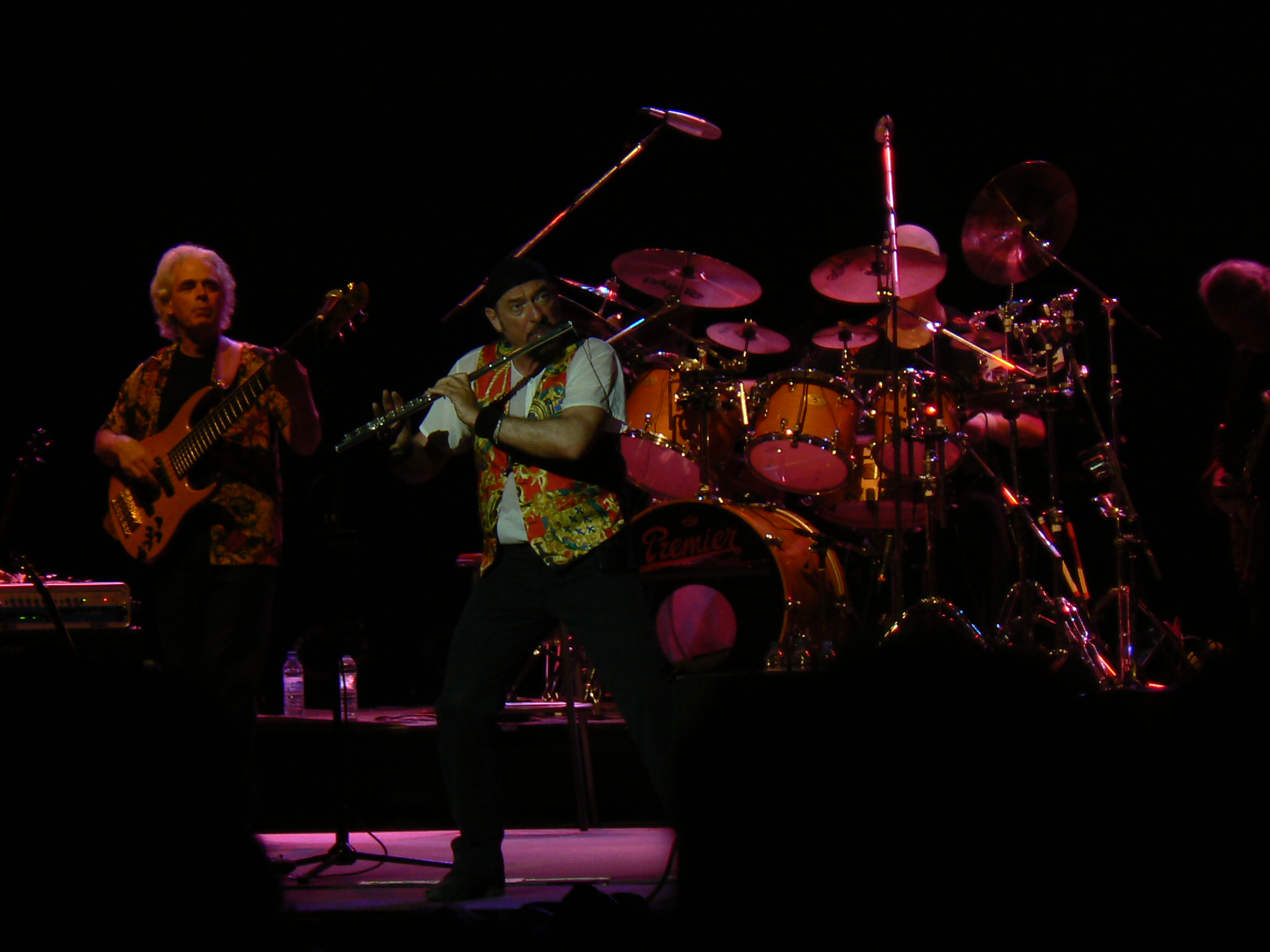
Jethro Tull live im Forest National (Brüssel) am 1. Juni 2007

Weitere Videoalben

Chronologisch aufsteigend nach dem Zeitpunkt der Erstveröffentlichung des enthaltenen Materials aufgelistet.
- 1980: Slipstream. Ursprünglich als VHS-Video veröffentlicht; auf DVD als Bonusbeilage der überarbeiteten Veröffentlichung des Studioalbums A erhältlich.
- 1988: This is the first 20 Years (US: Gold)
- 2008: Passion Flute – Live 2005.
- 2008: Jethro Tull – Their Fully Authorised Story.

## Boxsets
| Jahr | Titel                    | Höchstplatzierung, Gesamtwochen, AuszeichnungChartplatzierungen (Jahr, Titel, Platzierungen, Wochen, Auszeichnungen, Anmerkungen) | Höchstplatzierung, Gesamtwochen, AuszeichnungChartplatzierungen (Jahr, Titel, Platzierungen, Wochen, Auszeichnungen, Anmerkungen) | Höchstplatzierung, Gesamtwochen, AuszeichnungChartplatzierungen (Jahr, Titel, Platzierungen, Wochen, Auszeichnungen, Anmerkungen) | Höchstplatzierung, Gesamtwochen, AuszeichnungChartplatzierungen (Jahr, Titel, Platzierungen, Wochen, Auszeichnungen, Anmerkungen) | Höchstplatzierung, Gesamtwochen, AuszeichnungChartplatzierungen (Jahr, Titel, Platzierungen, Wochen, Auszeichnungen, Anmerkungen) | Anmerkungen |
| Jahr | Titel                    | DE | AT | CH | UK | US | Anmerkungen |
| ---- | ------------------------ | --- | --- | --- | --- | --- | --- |
| 1993 | 25th Anniversary Box Set | DE81 (1 Wo.)DE | — | — | — | — | Erstveröffentlichung: April 1993 4-CD-Box-Set. CD 1 enthält Remix-Versionen, CD 2 das Konzert in der New Yorker Carnegie Hall von 1970 mit Ausnahme der Anteile, die bereits auf Living in the Past veröffentlicht wurden, CD 3 Neueinspielungen älterer Stücke und CD 4 Live-Aufnahmen aus dem Zeitraum von 1969 bis 1992. |
| 2025 | Still Living in the Past | DE12 (1 Wo.)DE | AT45 (1 Wo.)AT | CH18 (1 Wo.)CH | UK81 (1 Wo.)UK | — | Erstveröffentlichung: 11. Juli 2025 |

## Sonderveröffentlichungen
Livealben
- 1990: The John Evan Band: Live ’66 (Mono-Aufnahme eines Konzerts der Band um Ian Anderson und John Evan, aus der sich Jethro Tull entwickeln würde, ausschließlich über das Tull-Magazin A New Day vertrieben)

Kompilationen
- 2001: It’s for You! (Enthält zwei exklusive Tull-Live-Tracks; sehr limitierte, aber autorisierte Veröffentlichung in Form einer kostenlosen Beilage zum Tull-Magazin A New Day)
- 2003: It’s for You – Two! (Enthält vier exklusive Tull-Live-Tracks; sehr limitierte, aber autorisierte Veröffentlichung in Form einer kostenlosen Beilage zum Tull-Magazin A New Day)

EPs
- 1991: The Derek Lawrence Sampler (CD-Single des Labels Line Records mit dem Titel Blues for the 18th, einer der ersten Studioaufnahmen von 1968; Derek Lawrence war der Produzent)

Tributealben
- 1985: A Classic Case (Auf diesem Album spielte das London Symphony Orchestra unter der Leitung von David Palmer Stücke von Jethro Tull ein; Ian Anderson und Martin Barre wirkten mit)
- 1996: To Cry You a Song – A Collection of Tull Tales (enthält Coverversionen von Tull-Songs, auf dem neben den Ex-Tull-Mitgliedern Mick Abrahams, Clive Bunker, Glenn Cornick und David Pegg u. a. auch Keith Emerson, Roy Harper, John Wetton und Robert Berry mitwirken)
- 1997: Something with a Pulse (Tribute-CD für den bereits schwer erkrankten, 2005 verstorbenen Drummer der A-Sessions und nachfolgenden Tour, Mark Craney, der auf sechs Tracks am Schlagzeug zu hören ist. Exklusiver Tull-Track: Black Sunday (live 1980). Außerdem enthalten: Eine Neueinspielung von Song for Jeffrey durch Ian Anderson.)
- 1998: Mick Abrahams (& the This Was Band): This Is (Live-Neueinspielung des Tull-Debütalbums This Was von 1968 durch den daran maßgeblich beteiligten ersten Tull-Gitarristen und seine Band von 1998)

Dokumentationen
- 1988: 20 Years of Jethro Tull (Enthält exklusives Material wie Interviews und Promo-Clips. Bisher nur als VHS-Video veröffentlicht)

## Statistik

### Chartauswertung
|                     | DE     | AT     | CH     | UK     | US     |
| ------------------- | ------ | ------ | ------ | ------ | ------ |
| Nummer-eins-Alben   | DE—DE  | AT—AT  | CH—CH  | UK1UK  | US2US  |
| Top-10-Alben        | DE15DE | AT7AT  | CH6CH  | UK7UK  | US7US  |
| Alben in den Charts | DE35DE | AT19AT | CH22CH | UK32UK | US26US |

|                       | DE    | AT    | CH    | UK     | US    |
| --------------------- | ----- | ----- | ----- | ------ | ----- |
| Nummer-eins-Singles   | DE—DE | AT—AT | CH—CH | UK—UK  | US—US |
| Top-10-Singles        | DE—DE | AT—AT | CH—CH | UK3UK  | US—US |
| Singles in den Charts | DE5DE | AT1AT | CH—CH | UK13UK | US7US |

|                          | DE    | AT    | CH    | UK    | US    |
| ------------------------ | ----- | ----- | ----- | ----- | ----- |
| Nummer-eins-Videoalben   | DE—DE | AT—AT | CH—CH | UK—UK | US—US |
| Top-10-Videoalben        | DE—DE | AT—AT | CH—CH | UK3UK | US—US |
| Videoalben in den Charts | DE—DE | AT—AT | CH—CH | UK7UK | US—US |

### Auszeichnungen für Musikverkäufe
| Goldene Schallplatte - Australien - 1982: für das Album The Broadsword and the Beast - 2005: für das Videoalbum Living With The Past - Italien - 2015: für das Album Aqualung - Kanada - 1978: für das Album Heavy Horses - 1978: für das Album Songs From The Wood - 1979: für das Album Bursting Out - 1980: für das Album Stormwatch - 1988: für das Album Crest Of A Knave - 2005: für das Videoalbum Living With The Past | Platin-Schallplatte - Neuseeland - 1978: für das Album M. U. – The Best of Jethro Tull |

Anmerkung: Auszeichnungen in Ländern aus den Charttabellen bzw. Chartboxen sind in ebendiesen zu finden.
| Land/RegionAuszeichnungen für Musikverkäufe (Land/Region, Auszeichnungen, Verkäufe, Quellen) | Silber       | Gold       | Platin     | Verkäufe   | Quellen           |
| -------------------------------------------------------------------------------------------- | ------------ | ---------- | ---------- | ---------- | ----------------- |
| Australien (ARIA)                                                                            | —            | 2× Gold2   | —          | 27.500     | aria.com.au       |
| Deutschland (BVMI)                                                                           | —            | 2× Gold2   | —          | 500.000    | musikindustrie.de |
| Italien (FIMI)                                                                               | —            | Gold1      | —          | 25.000     | fimi.it           |
| Kanada (MC)                                                                                  | —            | 6× Gold6   | —          | 255.000    | musiccanada.com   |
| Neuseeland (RMNZ)                                                                            | —            | —          | Platin1    | 20.000     | Einzelnachweise   |
| Vereinigte Staaten (RIAA)                                                                    | —            | 14× Gold14 | 5× Platin5 | 11.100.000 | riaa.com          |
| Vereinigtes Königreich (BPI)                                                                 | 10× Silber10 | 4× Gold4   | —          | 1.000.000  | bpi.co.uk         |
| Insgesamt                                                                                    | 10× Silber10 | 29× Gold29 | 6× Platin6 |            |                   |